# Argent (chaîne de télévision)
Pour les articles homonymes, voir Argent (homonymie).
Argent (stylisé ARGENT) était une chaîne de télévision québécoise spécialisée de catégorie A en langue française. La chaîne était dédiée aux nouvelles d'affaires et aux informations économiques. Elle était détenue et exploitée par Groupe TVA, une division de Québecor Média.

## Description
La chaîne diffusait uniquement en format numérique à partir de ses studios à Montréal. La programmation de semaine était composée essentiellement de capsules et d'émissions d'informations alors que la fin de semaine on y présentait des documentaires et des séries de fiction touchant toujours le monde des affaires (ex : Dallas en 2006). La station diffusait également des capsules pour les bulletins de nouvelles et les émissions d'informations des stations du Groupe TVA.
En 2005, elle annonçait une audience hebdomadaire de 500 000 téléspectateurs.

## Historique
Le projet fut déposé au printemps 2000 devant le CRTC et avalisé l'automne suivant. La chaîne fut testée en diffusion restreinte dans la région de la ville de Sherbrooke à l'automne 2004. On n'y présentait alors que des données financières et, plus tard, quelques courts bulletins d'informations.
ARGENT fut officiellement lancée le 21 février 2005. À son ouverture, elle employait dix-huit employés, dont onze journalistes et présentateurs. L'investissement initial dans ARGENT a été d'environ 2,7 millions CAD. L'économiste en chef était alors Simon Prévost.
Le directeur général Martin Cloutier fut remplacé, le 3 octobre 2005 par Yvon Vadnais, un homme ayant une grande expérience dans l'information spécialisée en continu.
Le 25 novembre 2005, la chaîne embauche l'ex premier-ministre du Québec et économiste Bernard Landry afin de co-animer, avec l'économiste et chef d'antenne Monique Grégoire, une émission intitulée Notre Argent.
Le 5 juin 2006, ce fut le tour de l'économiste en chef, Simon Prévost de quitter son poste.
La chaîne Argent disparaît le 30 avril 2016, 11 ans après son entrée en service. Groupe TVA en a informé les employés, invoquant des problèmes de rentabilité. Cette fermeture impliquait bien sûr des pertes d’emplois. Cette annonce n’a pas été une grande surprise à l’interne. Inaugurée en février 2005, la chaîne avait perdu deux de ses têtes d’affiche, François Gagnon à l’automne 2015 et Sophie Lemieux au printemps 2016. Ceux-ci n’avaient pas été remplacés. Avec la nouvelle règlementation du CRTC, qui permet aux consommateurs de choisir leur forfait télé, l’avenir de cette chaîne financière devenait plus qu’incertain.
Groupe TVA précise que la marque Argent continuerait d’exister sur ses différentes plateformes. Si la chaîne restait à l’antenne jusqu’au 30 avril 2016, les bulletins en direct, eux, avaient été suspendus depuis mardi matin le 26 avril 2016. Il avait diffusé des reprises jusqu’au jour de la fermeture. Argent comptait une douzaine d’employés. Groupe TVA leur avait donné congé pour la journée, certains pour la semaine. En incluant une restructuration à l’Agence QMI, on annonçait une vingtaine de mises à pied. Les journalistes du Bureau d’enquête, Michel Morin et Andrew McIntosh, faisaient partie des employés remerciés.

## Journalistes / animateurs
- François Gagnon
- Olivier Bourque
- Sophie Lemieux
- Lynn Saint-Laurent
- Carl Renaud
- Chu Anh Pham
- Michel Munger
- Claudia Néron
- Annie Dufour